# Carex changmuensis
Espèce
Classification phylogénétique
Carex changmuensis est une espèce des plantes du genre Carex et de la famille des Cyperaceae.